# Kalanchoe neglecta
Kalanchoe neglecta är en fetbladsväxtart som beskrevs av H.R. Tölken. Kalanchoe neglecta ingår i släktet Kalanchoe och familjen fetbladsväxter. Inga underarter finns listade i Catalogue of Life.